# Eugène Pottier
Eugène Edine Pottier (francès: [pɔtje]; 4 d'octubre de 1816 - 6 de novembre de 1887) va ser un revolucionari francès, poeta, francmaçó i sindicalista.
Després de la derrota de la Comuna de París, el juny de 1871 va escriure el poema L'Internationale (La Internacional), que es va convertir en l'himne de l'Associació Internacional de Treballadors durant els seus últims anys (1871–1876), i des de llavors ha estat utilitzat per la majoria de les internacionals polítiques socialistes i d'esquerra. Posteriorment, Pierre De Geyter va escriure música per a la cançó. L'Encyclopedia of Mass Persuasion considera l'himne «una de les cançons de propaganda més conegudes des de La Marsellesa». Després d'escriure el poema, Pottier es va exiliar, però més tard va tornar a França on va morir pobre.

## Biografia

### El compromís obrer
L'any 1848 va participar en els enfrontaments entre artesans i treballadors, per una banda, i monàrquics per l'altra. El 1867 funda la Cambra Sindical de Tallers de Dibuixants i s'afilia a la Primera Internacional.
L'any 1870 signa el Manifest dels Internacionals parisencs, en què es demana als socialistes alemanys que s'oposin a la guerra francoprussiana. Durant el setge de París, va ser nomenat brigada d'un batalló de la Guàrdia Nacional i delegat davant del Comitè Central.

### Comuna de París i exili
L'any 1871 és triat per a la Comuna de París, amb 3.352 vots d'un total de 3.600, pel 2n districte. Durant els enfrontaments, lluita a les barricades en defensa de la Comuna i, després de la derrota, fuig de la repressió de la «Setmana Sagnant» (22-28 de maig de 1871) i de la seva execució, refugiant-se a Anglaterra i als Estats Units. Durant aquest temps exerceix com a dibuixant i mestre.
Durant els dies de lluita en defensa de la Comuna, va escriure l'obra Cants Revolucionaris, entre els quals, en l'any 1888, Pierre Degeyter va trobar el text de La Internacional, al qual va posar música i que va acabar convertint-se en l'himne del moviment obrer mundial.
Durant el seu exili a Nova York (1873–1880), Eugène Pottier va ser rebut a la lògia Les Égalitaires. En la seva carta de presentació, deia que la maçoneria «està formada per un grup de lliurepensadors que, havent fet una escombrada neta sobre la tradició i no reconeixent res superior a la raó humana, es dediquen conscientment a la recerca de la Veritat i la Justícia».

### Retorn a París i mort

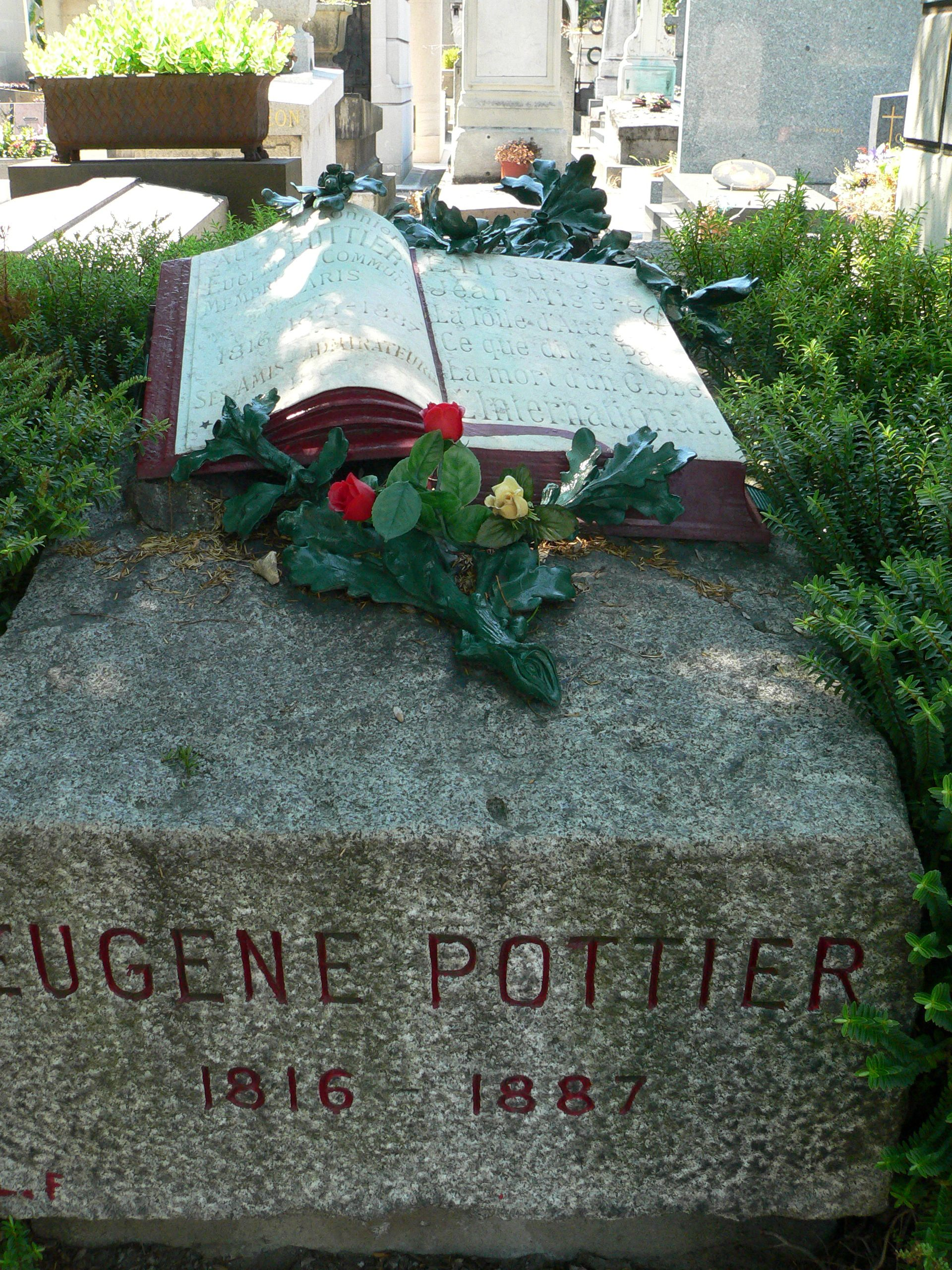
Tomba d'Eugène Pottier.

L'any 1879 es concedeix una amnistia que li permet tornar a França i reprendre les seves activitats polítiques, participant en la formació del Partit Obrer Francès i col·laborant en el diari «El Socialista» juntament amb Paul Lafargue.
Quinze anys després que els comuners fossin esclafats en sang pels Versallesos (1871), Eugène Pottier va dedicar el següent himne a la seva revolució:
| Original | traducció aproximada |
| --- | --- |
| On l'a tuée à coups de chassepot, Un cop de mitrailleuse, Et roulée amb son drapeau Dans la terre argileuse. Et la tourbe des bourreaux gras Se croyait la plus forte. Tout ça n'empêche pas, Nicolas Qu'la Commune n'est pas morte. | La van matar amb el seu chassepot, A trets de metralladora, I enrotllada amb la seva bandera En el sòl argilós. I la torba dels botxins es va inflar Tot creient-se la més forta. I amb tot això, Nicolau, Que la Comuna no és pas morta. |

L'any 1887, pobre, va morir a París. El seu enterrament, al qual van acudir milers de treballadors, es va convertir en una manifestació popular on hi va haver disturbis. El cotxe fúnebre duia l'orla vermella de membre de la Comuna. Està enterrat al cementiri parisenc de Père Lachaisse, el mateix davant dels murs del qual els reaccionaris havien afusellat els revolucionaris després de la derrota de la Comuna de París.

L'any 1913, Vladimir Lenin va fer un article de reconeixement pel 25è aniversari de la seva mort al diari Pravda i on deia: 
| « | «Pottier va morir a la misèria, més va deixar aixecat a la seva memòria un monument etern. Va ser un dels més grans propagandistes per mitjà de la cançó». | » |